# La Mora, La Misión
La Mora är en ort i Mexiko.   Den ligger i kommunen La Misión och delstaten Hidalgo, i den sydöstra delen av landet, 190 km norr om huvudstaden Mexico City. La Mora ligger 1 036 meter över havet och antalet invånare är 209.
Terrängen runt La Mora är bergig norrut, men söderut är den kuperad. Runt La Mora är det ganska glesbefolkat, med 42 invånare per kvadratkilometer. Närmaste större samhälle är Jacala, 16,4 km sydväst om La Mora. I omgivningarna runt La Mora växer huvudsakligen savannskog.